# Alzenauer Sande
Die Alzenauer Sande sind seit dem Jahr 1993 ein Naturschutzgebiet im bayerischen Vorspessart, nahe der Stadt Alzenau im Kahlgrund.

## Geographie

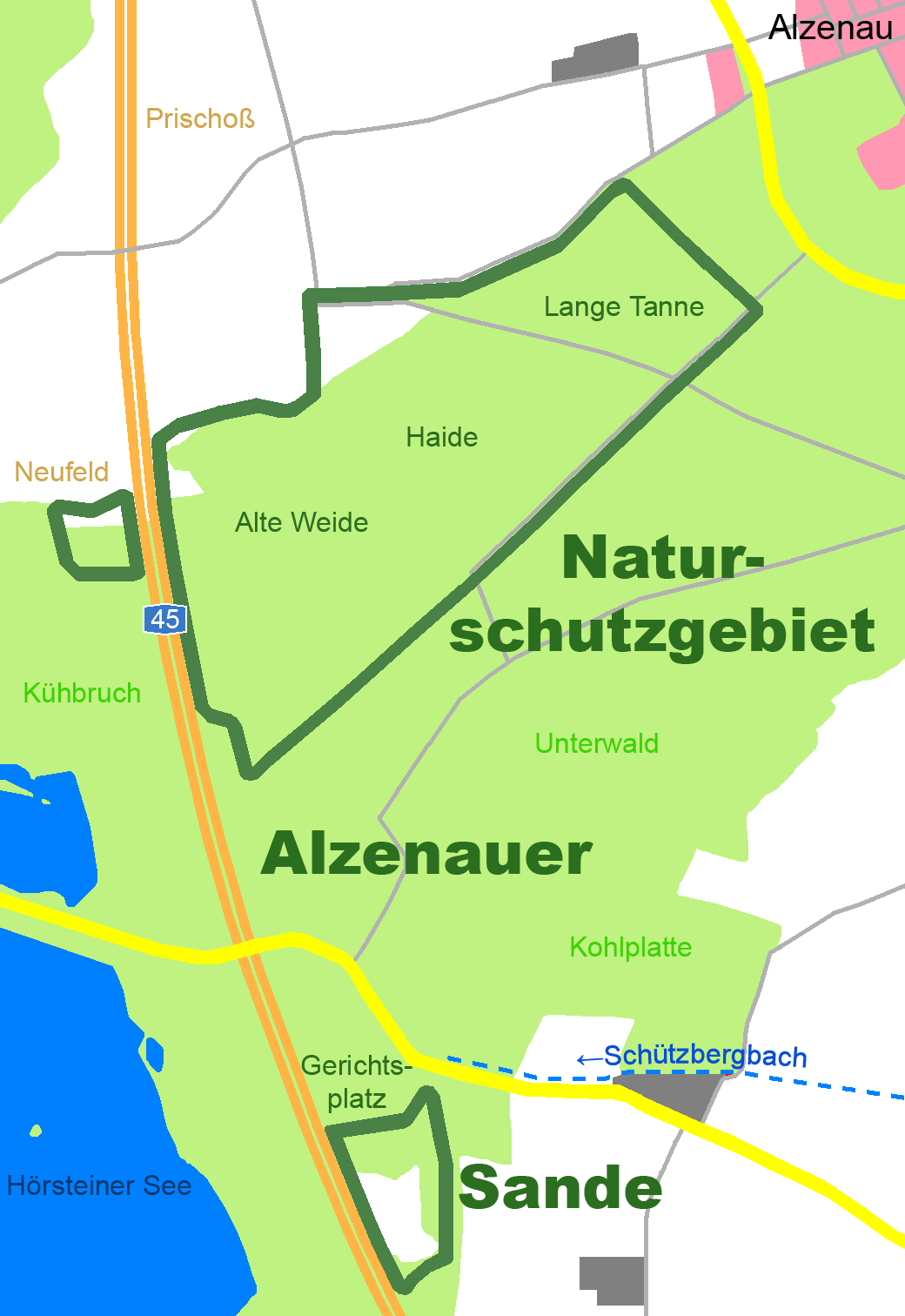
NSG Alzenauer Sande

Das Naturschutzgebiet wird von den Orten Alzenau, Wasserlos, Hörstein, Großwelzheim und Kahl am Main umschlossen. Es teilt sich in drei Bereiche auf, die sich alle im Alzenauer Unterwald östlich der Vorspessartseen befinden. Der Gerichtsplatz liegt im Süden des Waldes am Hörsteiner See, rechts der Bundesautobahn 45, dort wo der Schützbergbach versickert. Im Nordwesten befindet sich das Neufeld am Waldrand zum Prischoß. Die Alte Weide, die Haide und die Lange Tanne ergeben das dritte Teilgebiet im Norden. Am Rande der Alzenauer Sande verläuft der Degen-Weg.

## Geschichte

### Entstehung
Durch Flugsandmassen, die gegen Ende der Eiszeit den Mainufern entwehten, entstand das sandige Gebiet um Alzenau. Um 1820 lagen zwei Flugsanddecken von insgesamt 2500 Hektar nördlich und südlich der Kahl. Die Entwaldung der bis zu 10 m hohen Flugsanddünen hatte schwerwiegende Folgen für Alzenau. In einem Bericht heißt es, dass die ganze Gegend durch Ströme von Sand verfinstert wurde. Die Anpflanzung von Birken und Kiefern im Jahre 1856 bewirkten die endgültige Festlegung der Sande.

### Ausweisung
Das im März 1993 ausgewiesene Naturschutzgebiet ist mit 95,5 Hektar das größte im Landkreis Aschaffenburg. Im Jahr 2000 wurden in den Alzenauer Sanden 746 verschiedene Tier- und Pflanzenarten nachgewiesen. Davon befinden sich 186 Arten in einer Gefährdungskategorie der Roten Liste Deutschlands. Die Alzenauer Sande sind gleichzeitig Fauna-Flora-Habitat-Gebiet (FFH) und somit Teil des europaweiten Schutzgebietsnetzes Natura 2000.

### Orkanschäden

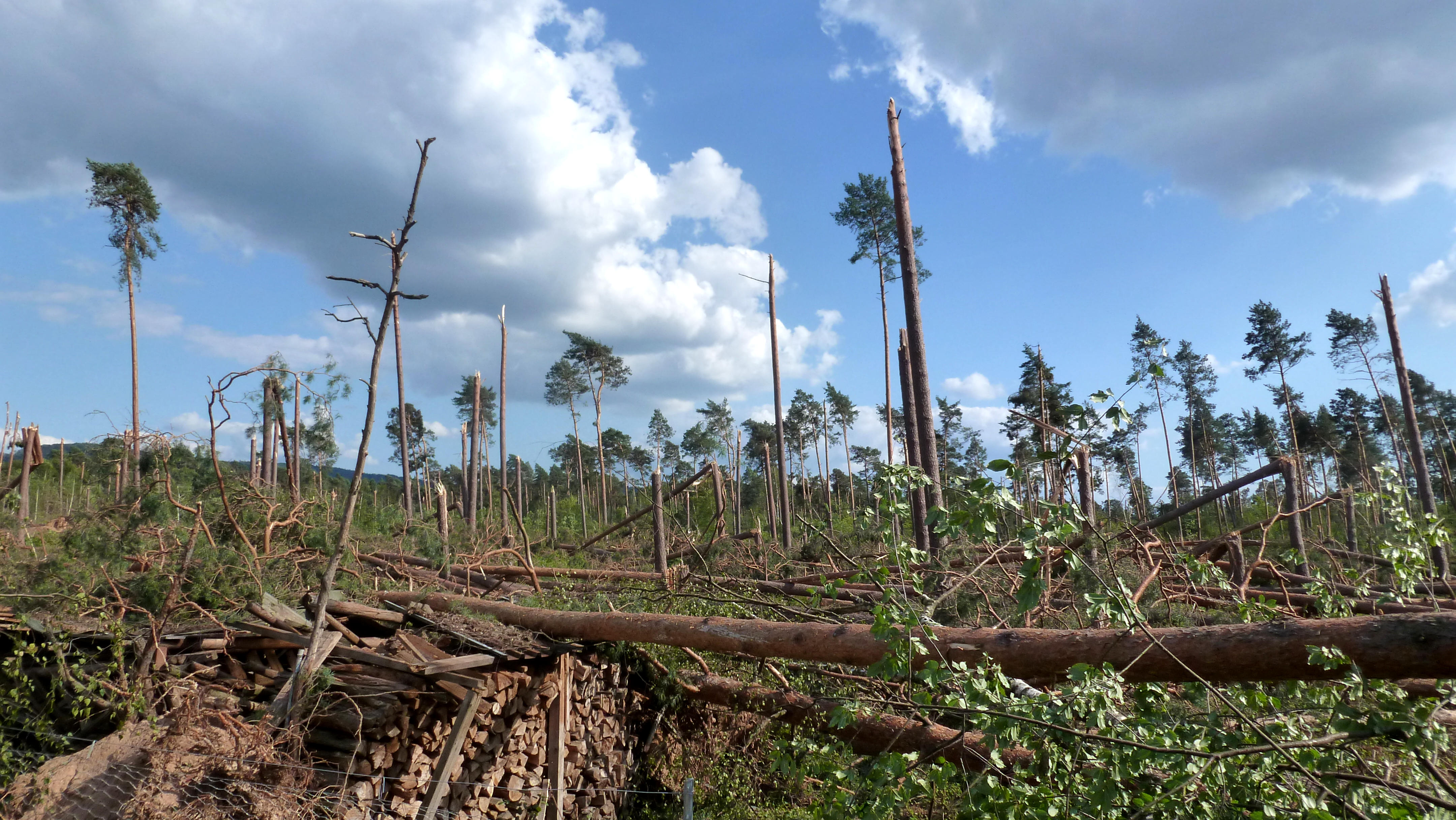
Durch Orkanböen wurde im Naturschutzgebiet der dichte Kiefernwald zerstört

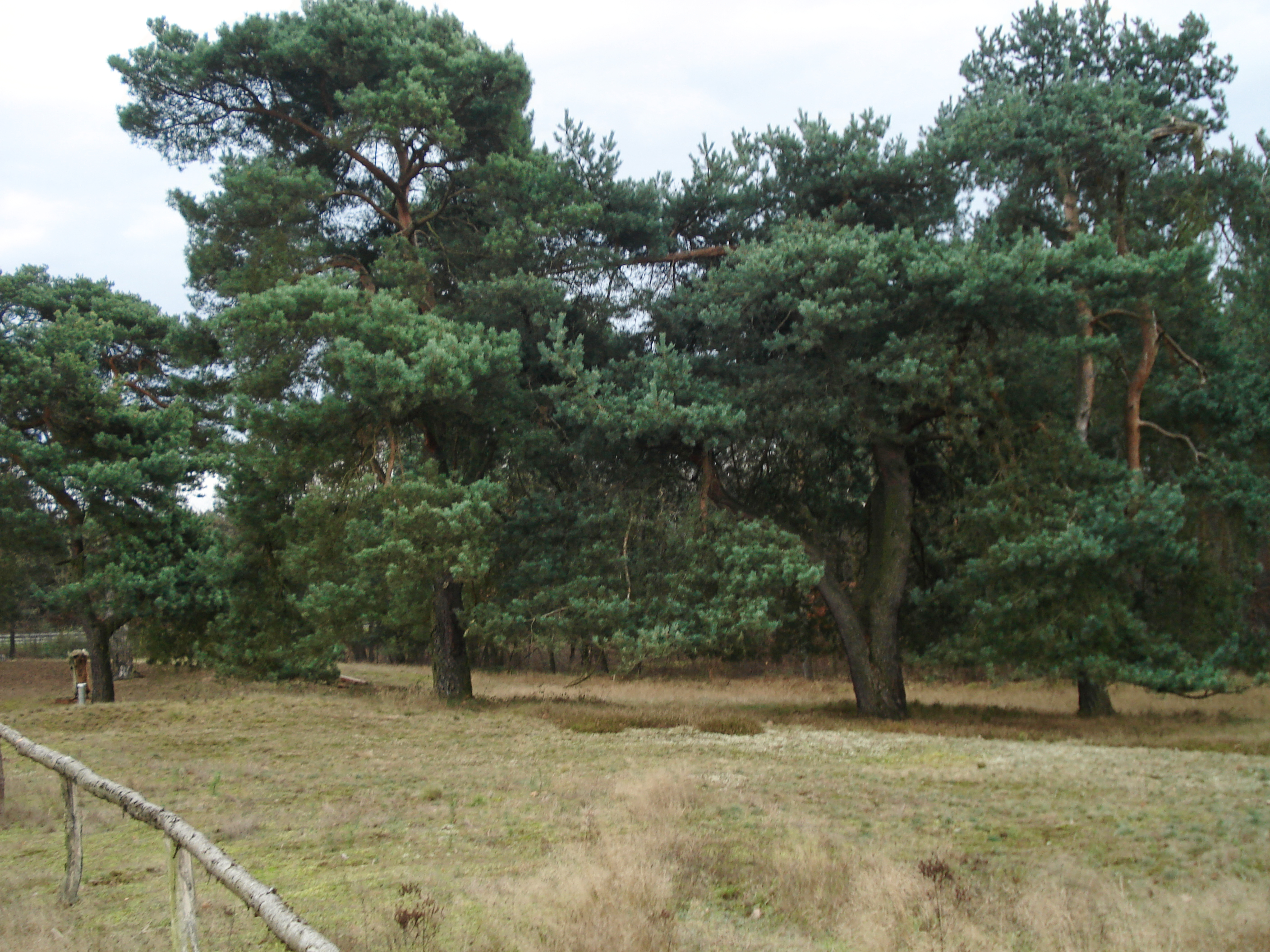
Das Neufeld in den Alzenauer Sanden

Am 18. August 2019 bildete sich über dem Saarland eine ostwärts ziehende Superzelle, die im Rhein-Main-Gebiet ihren Höhepunkt erreichte. Die schweren orkanartigen Fallböen daraus zerstörten große Teile des im Naturschutzgebiet liegenden Alzenauer Unterwaldes, in dem nun nahezu kein Baum mehr steht. Auch die mehrere Zentimeter großen Hagelkörner und der extreme Starkregen richteten enorme Schäden an. Die zerstörten Bereiche sollen wieder aufgeforstet werden.

## Flora und Fauna

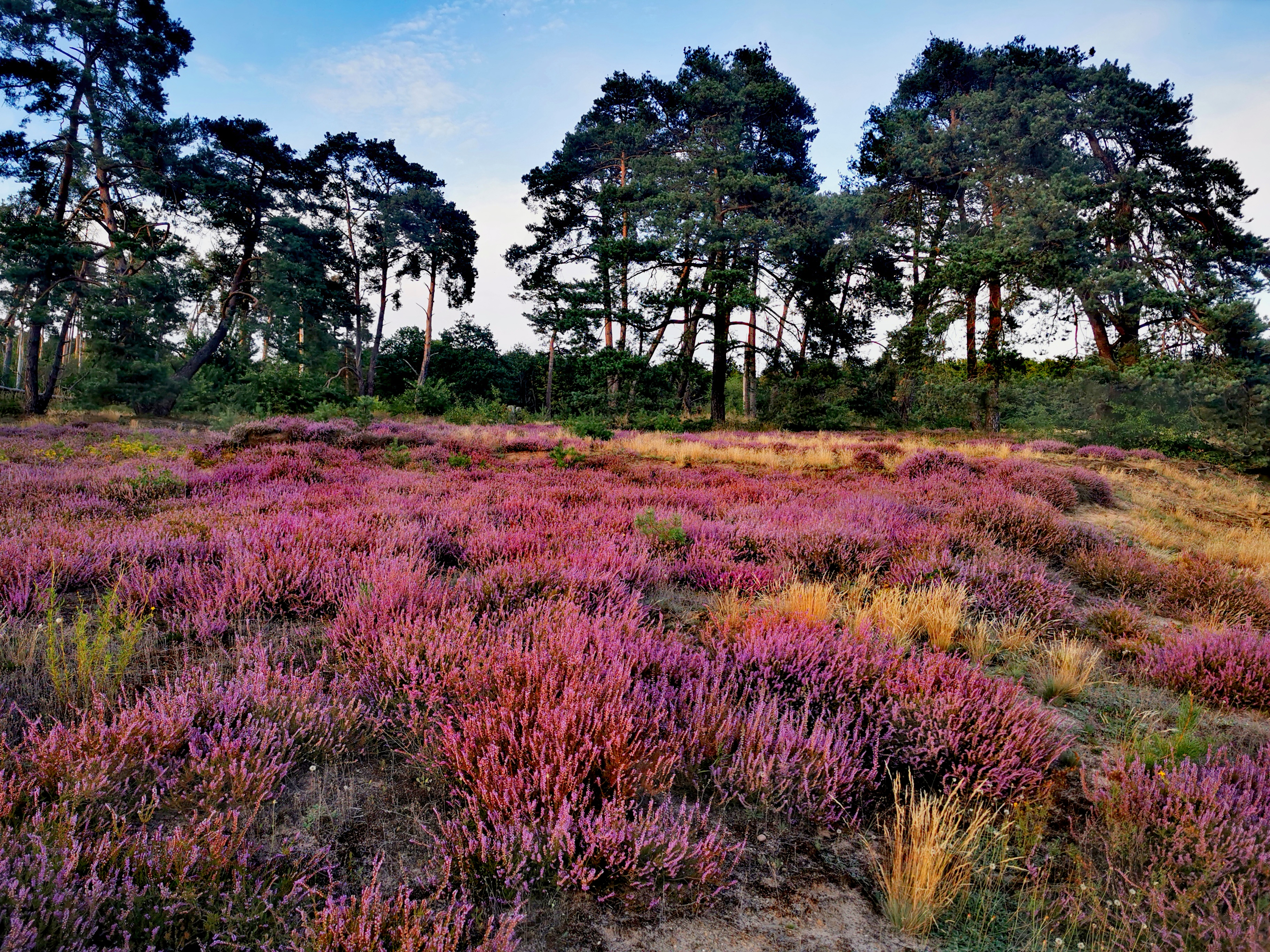
Der Gerichtsplatz

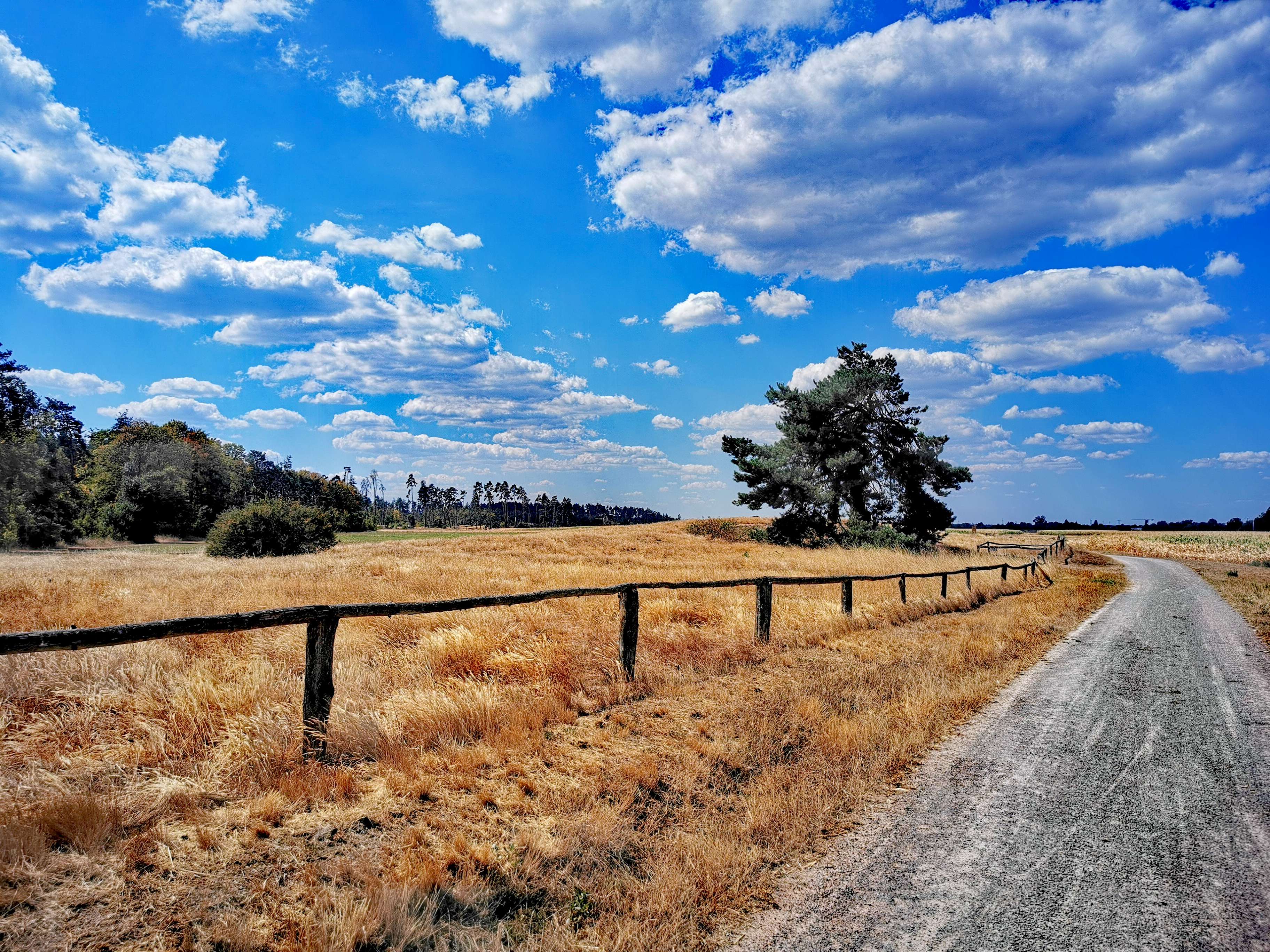
Die Haide

In den Alzenauer Sanden gibt es Zwergstrauchheiden. Es kommen dort Besenheide, Krähenbeere oder auch Blaubeere als vorherrschende Art vor.
Im sandigen Boden des Naturschutzgebietes stellen die Grabwespen die artenreichste Wespenfamilie dar. Sie sind an den Lebensraum Sandmagerrasen angepasst und bauen ihre Nester in sonnenexponierte Sandböden. Auch die Larven von Ameisenjungfern, die sogenannten Ameisenlöwen bauen im Sandboden Falltrichter, in die ihre Beute herabstürzt. Dort werden sie von den kräftigen Zangen der Larve ergriffen.

## Geotope
Zwei Dünen sind vom Bayerischen Landesamt für Umwelt als Geotop ausgewiesen.
Die Düne im Kühbruch ist als 671R001 ausgewiesen. Sie ein flacher und unregelmäßig geformter schmaler Dünenzug. Entstanden ist sie durch Winderosion im vegetationsarmen Spät- und Postglazial.
Die Düne in der Sauweide ist als 671R002 ausgewiesen. Sie ist schütter bewachsen und besitzt eine wellige Oberfläche.
Siehe hierzu auch die Liste der Geotope im Landkreis Aschaffenburg.